# ジャコブソン予想
抽象代数学において、ジャコブソン予想 (Jacobson's conjecture) はネーター環のジャコブソン根基のベキの共通部分に関する環論の未解決問題である。
それは今のところネーター環の特別なタイプに対してしか証明されていない。環が一方の側でネーターでないときに予想が成り立たないことを示す例が存在するので、環が両側ネーターであることは絶対に必要である。
予想は予想の最初のバージョンを提出した代数学者 Nathan Jacobson にちなんで名づけられている。

## ステートメント
ジャコブソン根基 J をもつ環 R に対して、非負の冪 Jn はイデアルの積を使って定義される。
ジャコブソン予想： 右かつ左ネーター環において、{\displaystyle \bigcap _{n\in \mathbb {N} }J^{n}=\{0\}.}
言い換えると： "J のすべての冪に入るネーター環の唯一の元は 0 である。"
ジャコブソンによって1956年に提出されたもともとの予想は非可換片側ネーター環について問うていたが、Herstein は 1965 年に反例を示し、すぐ後に Jategaonkar が左主イデアル域である別の例を示した。その時以来、予想は両側ネーター環を要求するように再定式化された。

## 部分的結果
ジャコブソン予想はネーター環の特定のタイプに対して証明されている：
- 可換ネーター環はすべてジャコブソン予想を満たす。これはクルルの交叉定理の結果である。
- Fully bounded Noetherian rings[4][5]
- クルル次元 1 のネーター環[6]
- second layer condition を満たすネーター環[7]